# Terrer
Terrer ist ein Ort und eine Gemeinde (municipio) mit 585 Einwohnern (Stand: 2024) im Westen der Provinz Saragossa in der Autonomen Region Aragonien im Nordosten Spaniens. Der Ort ist eine Station am Camino del Cid; er gehört zur bevölkerungsarmen Region der Serranía Celtibérica.

## Lage und Klima
Der Ort Terrer liegt auf dem Nordufer des Río Jalón gut 92 km (Fahrtstrecke) südwestlich der Provinzhauptstadt Saragossa in einer Höhe von ca. 580 m. Die sehenswerte Stadt Calatayud ist nur ca. 7 km in nordöstlicher Richtung entfernt. Das Klima ist im Winter rau, im Sommer dagegen gemäßigt bis warm; der eher spärliche Regen (ca. 390 mm/Jahr) fällt übers Jahr verteilt.

## Bevölkerungsentwicklung
| Jahr      | 1857 | 1900 | 1950  | 2000 | 2017 |
| Einwohner | 978  | 980  | 1.747 | 625  | 479  |

Als Folge zunehmender Trockenheit, der Mechanisierung der Landwirtschaft, der Aufgabe von zahlreichen bäuerlichen Kleinbetrieben und des daraus resultierenden geringeren Arbeitskräftebedarfs auf dem Land ist die Zahl der Einwohner seit der Mitte der 20. Jahrhunderts infolge der „Landflucht“ kontinuierlich gesunken.

## Wirtschaft
Die Einwohner des Ortes waren jahrhundertelang im Wesentlichen Selbstversorger; Lebensmittelgeschäfte oder Märkte gab es nicht bzw. nur selten. Die wenigen Händler, Handwerker und Dienstleister wurden von Straßenhändlern mit dem Lebensnotwendigen versorgt.

## Geschichte
Auf dem Gemeindegebiet von Terrer wurden sowohl keltische als auch römische Kleinfunde entdeckt. Im 8. Jahrhundert wurde die Gegend von arabisch-maurischen Heeren überrannt, die erst zu Beginn des 12. Jahrhunderts unter Alfons I. von Aragón nach Süden abgedrängt wurden (reconquista). In der Folgezeit war die Region jedoch zwischen den Königreichen Aragón und Kastilien umkämpft (Guerra de los Dos Pedros) und konnte erst im Jahr 1454 endgültig Aragón angeschlossen werden.

## Sehenswürdigkeiten
- Von der ehemals hier existierenden maurischen Festung (hisn) ist kaum noch etwas zu sehen.[5]
- In das bröselige Gestein des Burghügels wurden im 18. und 19. Jahrhundert mehrere Felsenkeller (bodegas) hineingehauen; sie sind heute kaum noch in Gebrauch.
- Die im 14./15. Jahrhundert erbaute Iglesia de la Asunción ist der Himmelfahrt Mariens geweiht. Unter- und Mittelgeschoss des Glockenturms (campanar) sind im Mudéjar-Stil ganz aus Ziegelsteinen gemauert; die Turmspitze hat die – in Spanien seltene – Gestalt einer Haube. Im 18. Jahrhundert wurde das Kirchenschiff mitsamt der Seitenkapellen, des Querhauses und der Vierungskuppel barockisiert.[6]